# Wellington (Metro de Boston)
Wellington es una estación en la línea Naranja del Metro de Boston. La estación se encuentra localizada en Commercial St. en Pleasant St. en Medford, Massachusetts. La estación Wellington fue inaugurada el 27 de diciembre de 1975. La Autoridad de Transporte de la Bahía de Massachusetts es la encargada por el mantenimiento y administración de la estación. 

## Descripción
La estación Wellington cuenta con 2 plataformas centrales y 3 vías. La estación también cuenta con 1,316 de espacios de aparcamiento.

## Conexiones
La estación es abastecida por las siguientes conexiones: 
- Rutas de autouses: 90, 97, 99, 100, 106, 108, 110, 112, 134